# Echeandia venusta
Echeandia venusta är en sparrisväxtart som beskrevs av Robert Everard Woodson. Echeandia venusta ingår i släktet Echeandia och familjen sparrisväxter.
Artens utbredningsområde är Panamá. Inga underarter finns listade i Catalogue of Life.